# David Taylor (hockey sur glace)
Pour les articles homonymes, voir Taylor.
David Taylor, dit Dave Taylor, (né le 4 décembre 1955 à Levack, ville de la province de l’Ontario au Canada) est un ancien joueur professionnel de hockey sur glace. Il connut une seule franchise dans sa carrière professionnelle, les Kings de Los Angeles de la Ligue nationale de hockey. Après sa carrière professionnelle, il devient le directeur-général de la franchise, poste qu’il occupera jusqu’en 2006.

## Carrière en club
Taylor commence sa carrière dans le championnat universitaire pour l’université de Clarkson en 1973. À la fin de sa seconde saison, il participe aux repêchages des deux ligues majeures d’Amérique du Nord : la Ligue nationale de hockey et l’Association mondiale de hockey. Il est alors choisi par les Kings de Los Angeles lors du repêchage de la LNH en tant que 210e choix ainsi que par les Aeros de Houston lors de celui de l’AMH en tant que 113e choix.
Au bout de trois saisons dans le championnat universitaire, il se relève être un joueur plein d’avenir ayant totalisé pour la saison 1976-77, 41 buts, 67 aides et 108 points. Il est également nommé joueur de l’année de la division universitaire l’ECAC Hockey League et celui du championnat universitaire. Lors de sa recrue première saison, il marque 22 buts puis 43 la saison suivante et enfin pour sa troisième saison avec les Kings, il joue sur la même ligne que Marcel Dionne et Charlie Simmer sur la ligne surnommée la « ligne Triple Couronne ». Cette ligne était autant présente dans l’effort offensif que dans le repli défensif, assurant bien souvent un pressing haut sur l’attaque adverse. En 1980-1981, Taylor inscrit 47 buts et 112 points, un record personnel, Dionne 135 et Simmer 105 points. En 1985, il succède à Terry Ruskowski en tant que capitaine de l’équipe, poste qu’il occupera avec honneur jusqu’à la fin de la saison 1988-1989, année de l’arrivée du prodige de la LNH, Wayne Gretzky.
Même si Taylor est alors un vétéran respecté aussi bien dans la ligue qu’au sein de son équipe, inscrivant près de 20 buts par saison, l’arrivée du « great-one » va éclipser la fin de sa carrière. Malgré tout, le 5 février 1991, il inscrit son 1 000 point dans la LNH et à la fin de la saison, le monde du hockey lui rend honneur alors qu’il remporte les trophées King-Clancy et Bill-Masterton.
Il atteint pour la première fois de sa carrière la finale des séries éliminatoires de la Coupe Stanley lors de l’édition 1993 mais les Kings sont défaits par les Canadiens de Montréal. Il joue sa dernière saison l’année d’après, ne jouant qu’une trentaine de matchs, raccrochant ses patins alors que les Kings sont éliminés de la course à la Coupe Stanley.
Il quitte donc l’effectif des Kings avec le record du nombre de matchs joués (1 111 matchs en 17 saisons) mais il reste tout de même dans l’organisation de l’équipe. En 1995, il est le troisième ancien jour des Kings à avoir son numéro retiré (après Dionne et Rogie Vachon). Le 22 avril 1997, il est nommé vice-président de l’équipe et manager général. Il quitte son poste neuf ans plus tard, un jour après la fin de la saison régulière 2005-2006.
En 1992, il est intronisé au temple de la renommée des sports de l'université Clarkson.

## Statistiques de carrière
| Saison     | Équipe                     | Ligue      |       | Saison régulière | Saison régulière | Saison régulière | Saison régulière | Saison régulière |    | Séries éliminatoires | Séries éliminatoires | Séries éliminatoires | Séries éliminatoires | Séries éliminatoires |
| Saison     | Équipe                     | Ligue      | PJ    | B                | A                | Pts              | Pun              | PJ               | B  | A                    | Pts                  | Pun                  |                      |                      |
| 1973-1974  | Golden Knights de Clarkson | NCAA       | 25    | 11               | 19               | 30               | 36               |                  |    |                      |                      |                      |                      |                      |
| 1974-1975  | Golden Knights de Clarkson | NCAA       | 29    | 20               | 34               | 54               | 36               |                  |    |                      |                      |                      |                      |                      |
| 1976-1977  | Texans de Fort Worth       | LCH        | 7     | 2                | 4                | 6                | 6                |                  |    |                      |                      |                      |                      |                      |
| 1976-1977  | Golden Knights de Clarkson | NCAA       | 34    | 41               | 67               | 108              | 70               |                  |    |                      |                      |                      |                      |                      |
| 1977-1978  | Kings de Los Angeles       | LNH        | 64    | 22               | 21               | 43               | 47               | 2                | 0  | 0                    | 0                    | 5                    |                      |                      |
| 1978-1979  | Kings de Los Angeles       | LNH        | 78    | 43               | 48               | 91               | 124              | 2                | 0  | 0                    | 0                    | 2                    |                      |                      |
| 1979-1980  | Kings de Los Angeles       | LNH        | 61    | 37               | 53               | 90               | 72               | 4                | 2  | 1                    | 3                    | 4                    |                      |                      |
| 1980-1981  | Kings de Los Angeles       | LNH        | 72    | 47               | 65               | 112              | 130              | 4                | 2  | 2                    | 4                    | 10                   |                      |                      |
| 1981-1982  | Kings de Los Angeles       | LNH        | 78    | 39               | 67               | 106              | 130              | 10               | 4  | 6                    | 10                   | 20                   |                      |                      |
| 1982-1983  | Kings de Los Angeles       | LNH        | 46    | 21               | 37               | 58               | 76               |                  |    |                      |                      |                      |                      |                      |
| 1983-1984  | Kings de Los Angeles       | LNH        | 63    | 20               | 49               | 69               | 91               |                  |    |                      |                      |                      |                      |                      |
| 1984-1985  | Kings de Los Angeles       | LNH        | 79    | 41               | 51               | 92               | 132              | 3                | 2  | 2                    | 4                    | 8                    |                      |                      |
| 1985-1986  | Kings de Los Angeles       | LNH        | 76    | 33               | 38               | 71               | 110              |                  |    |                      |                      |                      |                      |                      |
| 1986-1987  | Kings de Los Angeles       | LNH        | 67    | 18               | 44               | 62               | 84               | 5                | 2  | 3                    | 5                    | 6                    |                      |                      |
| 1987-1988  | Kings de Los Angeles       | LNH        | 68    | 26               | 41               | 67               | 129              | 5                | 3  | 3                    | 6                    | 6                    |                      |                      |
| 1988-1989  | Kings de Los Angeles       | LNH        | 70    | 26               | 37               | 63               | 80               | 11               | 1  | 5                    | 6                    | 19                   |                      |                      |
| 1989-1990  | Kings de Los Angeles       | LNH        | 58    | 15               | 26               | 41               | 96               | 6                | 4  | 4                    | 8                    | 6                    |                      |                      |
| 1990-1991  | Kings de Los Angeles       | LNH        | 73    | 23               | 30               | 53               | 148              | 12               | 2  | 1                    | 3                    | 12                   |                      |                      |
| 1991-1992  | Kings de Los Angeles       | LNH        | 77    | 10               | 19               | 29               | 63               | 6                | 1  | 1                    | 2                    | 20                   |                      |                      |
| 1992-1993  | Kings de Los Angeles       | LNH        | 48    | 6                | 9                | 15               | 49               | 22               | 3  | 5                    | 8                    | 31                   |                      |                      |
| 1993-1994  | Kings de Los Angeles       | LNH        | 33    | 4                | 3                | 7                | 28               |                  |    |                      |                      |                      |                      |                      |
| Totaux LNH | Totaux LNH                 | Totaux LNH | 1 111 | 431              | 638              | 1 069            | 1 589            | 92               | 26 | 33                   | 59                   | 149                  |                      |                      |

## Carrière internationale
Il représente le Canada lors des championnats du monde entre 1983 et 1986. Il remporte alors deux médailles de bronze et une d'agrent.